# Les sons et les parfums tournent dans l'air du soir
Pour un article plus général, voir Préludes de Debussy.
Les sons et les parfums tournent dans l'air du soir est le quatrième prélude du premier livre des Préludes de Claude Debussy.

## Présentation
Les sons et les parfums tournent dans l'air du soir est composé le 1er janvier 1910, et créé à Paris le 16 janvier 1911, salle des Agriculteurs, par le pianiste Franz Liebich. L'œuvre est également donnée au sein du cycle complet du premier livre des Préludes, le 3 mai 1911 à la salle Pleyel, par Jane Mortier.
Le titre du prélude est repris du troisième vers d'Harmonie du soir de Charles Baudelaire, poème précédemment mis en musique par Debussy dans Cinq poèmes de Charles Baudelaire,.

## Analyse et commentaires
Les sons et les parfums tournent dans l'air du soir, d'une durée moyenne d'exécution comprise entre trois minutes trente et quatre minutes environ, est en la majeur, Modéré, harmonieux et souple, à 
 (
).C'est le « premier grand chef-d'œuvre de ce premier Livre, et l'un de ses sommets ».
Pour Alfred Cortot, « c'est le trouble alangui du jour agonisant, les parfums qui rôdent dans la caresse de l'air, les vibrations confuses que recueille la douce nuit qui marche, et, pour rester dans le sens de l'épigraphe de Baudelaire, le langoureux vertige, où défaille un cœur, — sans raison ».
Harry Halbreich relève que, dans cet air du soir, qui « se déroule selon le rythme d'une sorte de très lente valse imaginaire », « valse nocturne, aux harmonies voluptueuses, au rythme las » selon Guy Sacre, on y « respire une atmosphère voluptueuse et un peu entêtante, comme certaines odeurs d'herbe ou de chèvrefeuille, avec cette tournure harmonique d'une si étrange couleur qui parcourt le morceau à la manière d'un ostinato ». 
Halbreich souligne le raffinement harmonique de la partition, qu'il rapproche seulement de Feuilles mortes et de La Terrasse des audiences du clair de lune, dans le second livre. Musicalement, « de la série mélodique initiale (mi, la, si bémol, fa dièse, do dièse) on peut déduire tous les agrégats et combinaisons harmoniques. Par l'intuition neuve d'une harmonie sérielle, par le rôle essentiel de la notion d'intervalle mélodique dans la structuration de l'harmonie, c'est l'un des morceaux les plus avancés dans ce domaine ». Rythmiquement, le prélude « interpole de temps à autre un 
 dans la mesure à 
, — ce qui donne un 
. Du reste, le même poème de Baudelaire ne contient-il pas le vers « Valse mélancolique et langoureux vertige » ?... ». Pour finir, « « une lointaine sonnerie de cors », que ponctue quatre fois le grave, aux confins du clavier ».
Dans le catalogue des œuvres du compositeur établi par le musicologue François Lesure, Les sons et les parfums tournent dans l'air du soir porte le numéro L 125 (117) no 4.

## Discographie sélective
- Debussy : Piano works Vol. 4, François-Joël Thiollier (piano), Naxos 8.553293, 1998[9].
- Debussy: Préludes, Steven Osborne (piano), Hyperion Records CDA 67530, 2006[10].
- Debussy : Complete Works for Piano, Volume 1, Jean-Efflam Bavouzet (piano), Chandos Records CHAN 10421, 2007[11].
- Debussy : The Solo Piano Works, Noriko Ogawa (piano), BIS Records CD 1955/56, 2012[12].
- Claude Debussy : The complete works, CD 3, Yuri Egorov (piano), Warner Classics, 2018[13].